# Zygomyia jakovlevi
Zygomyia jakovlevi är en tvåvingeart som beskrevs av Zaitzev 1989. Zygomyia jakovlevi ingår i släktet Zygomyia och familjen svampmyggor. Inga underarter finns listade i Catalogue of Life.